# Венцель Антон фон Кауніц-Ритберг

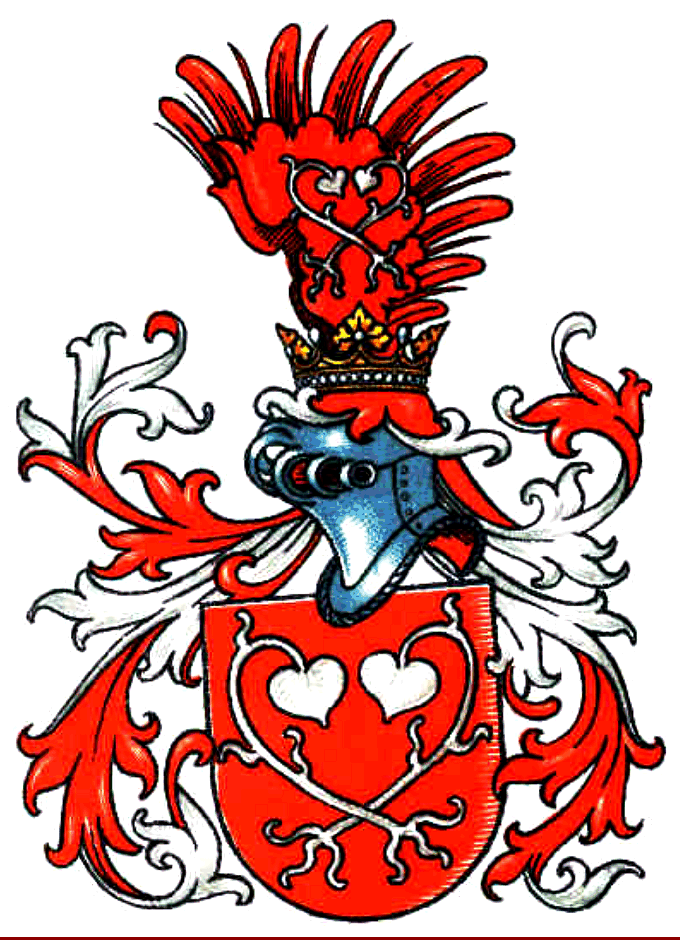
Родовий герб

Венцель Антон Домінік Кауніц-Ритберг (нім. Wenzel Anton Graf Kaunitz, 2 лютого 1711 — 27 червня 1794) — австрійський державний діяч з роду Кауніц, відав зовнішніми зносинами Священної Римської імперії з 1753 по 1792 роки. Ініціатор Дипломатичної революції. За успішне для імператриці Марії Терезії закінчення Семирічної війни у 1764 році був зведений в князі (фюрсти).

## Біографія
Венцеслав Кауніц народився 2 лютого 1711 в Відні. Дитинство провів в замку Аустерліц в Моравії. Його мати була дочкою і спадкоємицею останнього графа Ритберзького з фризького роду Кірксенів. Як молодший син в графської сім'ї з 19 дітей, призначався спочатку для духовного звання. Однак з усіх його братів тільки один дожив до зрілого віку, але і він помер неодруженим. Зважаючи на це саме Венцеслав став спадкоємцем усього, що було накопичено багатьма поколіннями його предків.
У 1742 році посланий в Турин з дорученням тісніше скріпити оборонний союз Австрії з Сардинією і Англією проти Франції та Іспанії. У 1744 році призначений міністром при дворі генерал-губернатора Австрійських Нідерландів, герцога Карла Лотаринзького. У 1748 році був присутній на мирному конгресі в Аахені, де поклав початок своєї репутації видатного дипломата.
Призначений після Аахенского миру державним конференц-міністром, він в розлогій пам'ятної записці висловився за союз між Австрією і її давнім ворогом, Францією, на що, однак, не погодилася в той час імператриця Марія Терезія. Будучи послом у Франції (1750-53), він також не добився цієї мети. У 1753 році до нього, як державного канцлера, від Бартенштейна перейшло управління зовнішньою політикою. Тільки після цього йому в 1756 році вдалося здійснити союз з Францією і велику коаліцію проти Фрідріха Великого. Головною метою його політики було за сприяння Франції і Росії придушити зростаючю військову могутність Пруссії. Це йому не вдалося, але при розділі Польщі він доставив Австрії Галичину, а потім збільшив австрійські володіння приєднанням Буковини і Іннского округу.
На внутрішню політику Кауніц також мав великий вплив, причому, як прихильник Просвітництва, сприяв проведенню реформ в самих різних областях державного життя, особливо при Йосипі II. Чи не співчуваючи повороту в австрійській політиці, яке розпочалося з сходженням на престол імператора Франца II, він в 1792 році подав у відставку.
Був відомий як покровитель наук і мистецтв і сам володів значною художньою збіркою. Одружений був на внучці фельдмаршала Штаремберга, а його власна внучка Марія Елеонора була дружиною канцлера Меттерніха. Його онук Алоїз Вацлав (1774—1848) мав дітей тільки жіночої статі. Зі смертю цього внука рід Кауніц-Ритберг припинився.